# رودخانه کارواندر
رودخانه کارواندر از شاخه‌های اصلی رودخانهٔ بمپور است که از ارتفاعات کارواندر در ۱۲۰ کیلومتری شمال شرقی ایرانشهر سرچشمه گرفته و تا روستای کارواندر دارای آب جاری دائم است و در محل این روستا مازاد آب آن در بستر رودخانه فرومی‌رود و در پایین دست رودخانه، به ویژه در اوایل دشت ایرانشهر، بار دیگر از زیرزمین خارج و همراه با چند شاخهٔ کوچک به رود بمپور می‌پیوندد.
مساحت حوضه آبریز رودخانه کارواندر ۲۱۲۸ کیلومتر مربع می‌باشد که با ۱۷۸۹ کیلومتر مربع آن را ارتفاعات پوشانیده است و مابقی دشت می‌باشد. این حوضه آبریز در شمال دشت ایرندگان و در مجاورت دشتهای سیب سوران، خاش و پشتکوه در استان سیستان و بلوچستان واقع گردیده‌است. وجود سازندهای حساس به فرسایش در منطقه و انجام نشدن اقدامات پیشگیری از فرسایش خاک به همراه کاربری نامناسب برخی اراضی سبب فرسایش خاک و ورود رسوبات به پهنه آبی این رودخانه شده‌است. پوشش گیاهی حوضه آبریز منطقه بیشتر از نوع بوته‌ای-علفی می‌باشد که این موضوع تأثیر چندانی در جهت جلوگیری از فرسایش و نیز حمل رسوبات به پایین دست رودخانه نمی‌شود.

## پوشش گیاهی منطقه
شرایط مساعد آب و هوایی، وجود کوه‌ها، دره‌ها، رودخانه‌ها، نقاط جنگلی و دشت‌های زیبا و دیدنی منطقه کارواندر، زمینه را برای رویش گیاهان منحصر به فرد دارویی و خوراکی فراهم کرده‌است.
پوشش گیاهی بکر این منطقه، محلی مناسب برای رویش گیاهان سردسیری و گرمسیری به‌شمار می‌رود. صدها گونه گیاهی اعم از دارویی و خوراکی در این منطقه رشد می‌کند که بیشتر آنها نیز ناشناخته مانده‌اند و شناسایی آنها نیازمند تحقیقات است.